# Gran Premio di superbike di Phillip Island 2009
Il Gran Premio di Superbike di Phillip Island 2009 è stata la prima prova su quattordici del campionato mondiale Superbike 2009, è stato disputato il 1º marzo sul circuito di Phillip Island e in gara 1 ha visto la vittoria di Noriyuki Haga davanti a Max Neukirchner e Yukio Kagayama, la gara 2 è stata vinta da Ben Spies che ha preceduto Noriyuki Haga e Leon Haslam.
La vittoria nella gara valevole per il campionato mondiale Supersport 2009 è stata ottenuta da Kenan Sofuoğlu.

## Risultati

### Gara 1

#### Arrivati al traguardo[4]
| Pos. | Nº  | Pilota          | Squadra                  | Motocicletta         | Giri | Tempo     | Griglia | Punti |
| ---- | --- | --------------- | ------------------------ | -------------------- | ---- | --------- | ------- | ----- |
| 1º   | 41  | Noriyuki Haga   | Ducati Xerox             | Ducati 1098R         | 22   | 34:22.631 | 13º     | 25    |
| 2º   | 76  | Max Neukirchner | Suzuki Alstare BRUX      | Suzuki GSX-R 1000 K9 | 22   | +0:00.032 | 14º     | 20    |
| 3º   | 71  | Yukio Kagayama  | Suzuki Alstare BRUX      | Suzuki GSX-R 1000 K9 | 22   | +0:05.347 | 11º     | 16    |
| 4º   | 84  | Michel Fabrizio | Ducati Xerox             | Ducati 1098R         | 22   | +0:06.587 | 5º      | 13    |
| 5º   | 65  | Jonathan Rea    | HANNspree Ten Kate Honda | Honda CBR1000RR      | 22   | +0:08.491 | 3º      | 11    |
| 6º   | 91  | Leon Haslam     | Stiggy Racing Honda      | Honda CBR1000RR      | 22   | +0:08.523 | 6º      | 10    |
| 7º   | 55  | Régis Laconi    | DFX Corse                | Ducati 1098R         | 22   | +0:08.766 | 8º      | 9     |
| 8º   | 11  | Troy Corser     | BMW Motorrad Motorsport  | BMW S1000 RR         | 22   | +0:11.589 | 17º     | 8     |
| 9º   | 96  | Jakub Smrž      | Guandalini Racing        | Ducati 1098R         | 22   | +0:11.721 | 4º      | 7     |
| 10º  | 66  | Tom Sykes       | Yamaha WSB               | Yamaha YZF R1        | 22   | +0:11.761 | 12º     | 6     |
| 11º  | 3   | Max Biaggi      | Aprilia Racing           | Aprilia RSV4         | 22   | +0:12.609 | 2º      | 5     |
| 12º  | 7   | Carlos Checa    | HANNspree Ten Kate Honda | Honda CBR1000RR      | 22   | +0:19.096 | 7º      | 4     |
| 13º  | 44  | Roberto Rolfo   | Stiggy Racing Honda      | Honda CBR1000RR      | 22   | +0:24.149 | 18º     | 3     |
| 14º  | 33  | Tommy Hill      | HANNspree Honda Althea   | Honda CBR1000RR      | 22   | +0:27.416 | 20º     | 2     |
| 15º  | 56  | Shin'ya Nakano  | Aprilia Racing           | Aprilia RSV4         | 22   | +0:28.173 | 9º      | 1     |
| 16º  | 19  | Ben Spies       | Yamaha WSB               | Yamaha YZF R1        | 22   | +0:28.235 | 1º      |       |
| 17º  | 24  | Brendan Roberts | Guandalini Racing        | Ducati 1098R         | 22   | +0:37.348 | 21º     |       |
| 18º  | 100 | Makoto Tamada   | Kawasaki World Superbike | Kawasaki ZX 10R      | 22   | +0:37.401 | 22º     |       |
| 19º  | 111 | Rubén Xaus      | BMW Motorrad Motorsport  | BMW S1000 RR         | 22   | +0:42.614 | 19º     |       |
| 20º  | 99  | Luca Scassa     | Team Pedercini           | Kawasaki ZX 10R      | 22   | +1:03.794 | 26º     |       |
| 21º  | 25  | David Salom     | Team Pedercini           | Kawasaki ZX 10R      | 20   | +2 giri   | 24º     |       |

#### Ritirati
| Nº | Pilota            | Squadra                  | Motocicletta         | Giri | Griglia |
| -- | ----------------- | ------------------------ | -------------------- | ---- | ------- |
| 15 | Matteo Baiocco    | PSG1-1 Corse             | Kawasaki ZX 10R      | 14   | 28º     |
| 23 | Broc Parkes       | Kawasaki World Superbike | Kawasaki ZX 10R      | 8    | 16º     |
| 77 | Vittorio Iannuzzo | Squadra Corse Italia     | Honda CBR1000RR      | 8    | 27º     |
| 67 | Shane Byrne       | Sterilgarda              | Ducati 1098R         | 7    | 15º     |
| 31 | Karl Muggeridge   | Celani Race              | Suzuki GSX-R 1000 K9 | 4    | 25º     |
| 9  | Ryūichi Kiyonari  | Ten Kate Honda Racing    | Honda CBR1000RR      | 0    | 10º     |

### Gara 2

#### Arrivati al traguardo[5]
| Pos. | Nº  | Pilota           | Squadra                  | Motocicletta         | Giri | Tempo     | Griglia | Punti |
| ---- | --- | ---------------- | ------------------------ | -------------------- | ---- | --------- | ------- | ----- |
| 1º   | 19  | Ben Spies        | Yamaha WSB               | Yamaha YZF R1        | 22   | 34:20.457 | 1º      | 25    |
| 2º   | 41  | Noriyuki Haga    | Ducati Xerox             | Ducati 1098R         | 22   | +0:01.286 | 13º     | 20    |
| 3º   | 91  | Leon Haslam      | Stiggy Racing Honda      | Honda CBR1000RR      | 22   | +0:04.213 | 6º      | 16    |
| 4º   | 55  | Régis Laconi     | DFX Corse                | Ducati 1098R         | 22   | +0:04.490 | 8º      | 13    |
| 5º   | 84  | Michel Fabrizio  | Ducati Xerox             | Ducati 1098R         | 22   | +0:06.045 | 5º      | 11    |
| 6º   | 76  | Max Neukirchner  | Suzuki Alstare BRUX      | Suzuki GSX-R 1000 K9 | 22   | +0:09.947 | 14º     | 10    |
| 7º   | 96  | Jakub Smrž       | Guandalini Racing        | Ducati 1098R         | 22   | +0:10.174 | 4º      | 9     |
| 8º   | 71  | Yukio Kagayama   | Suzuki Alstare BRUX      | Suzuki GSX-R 1000 K9 | 22   | +0:12.100 | 11º     | 8     |
| 9º   | 65  | Jonathan Rea     | HANNspree Ten Kate Honda | Honda CBR1000RR      | 22   | +0:12.742 | 3º      | 7     |
| 10º  | 66  | Tom Sykes        | Yamaha WSB               | Yamaha YZF R1        | 22   | +0:20.061 | 12º     | 6     |
| 11º  | 111 | Rubén Xaus       | BMW Motorrad Motorsport  | BMW S1000 RR         | 22   | +0:24.854 | 19º     | 5     |
| 12º  | 56  | Shin'ya Nakano   | Aprilia Racing           | Aprilia RSV4         | 22   | +0:25.192 | 9º      | 4     |
| 13º  | 7   | Carlos Checa     | HANNspree Ten Kate Honda | Honda CBR1000RR      | 22   | +0:27.162 | 7º      | 3     |
| 14º  | 33  | Tommy Hill       | HANNspree Honda Althea   | Honda CBR1000RR      | 22   | +0:29.737 | 20º     | 2     |
| 15º  | 3   | Max Biaggi       | Aprilia Racing           | Aprilia RSV4         | 22   | +0:30.036 | 2º      | 1     |
| 16º  | 44  | Roberto Rolfo    | Stiggy Racing Honda      | Honda CBR1000RR      | 22   | +0:38.458 | 18º     |       |
| 17º  | 100 | Makoto Tamada    | Kawasaki World Superbike | Kawasaki ZX 10R      | 22   | +0:44.453 | 22º     |       |
| 18º  | 23  | Broc Parkes      | Kawasaki World Superbike | Kawasaki ZX 10R      | 22   | +0:45.486 | 16º     |       |
| 19º  | 24  | Brendan Roberts  | Guandalini Racing        | Ducati 1098R         | 22   | +0:46.198 | 21º     |       |
| 20º  | 99  | Luca Scassa      | Team Pedercini           | Kawasaki ZX 10R      | 22   | +0:57.921 | 26º     |       |
| 21º  | 31  | Karl Muggeridge  | Celani Race              | Suzuki GSX-R 1000 K9 | 22   | +0:57.989 | 25º     |       |
| 22º  | 11  | Troy Corser      | BMW Motorrad Motorsport  | BMW S1000 RR         | 22   | +1:00.093 | 17º     |       |
| 23º  | 9   | Ryūichi Kiyonari | Ten Kate Honda Racing    | Honda CBR1000RR      | 22   | +1:07.820 | 10º     |       |
| 24º  | 15  | Matteo Baiocco   | PSG1-1 Corse             | Kawasaki ZX 10R      | 22   | +1:21.224 | 28º     |       |
| 25º  | 25  | David Salom      | Team Pedercini           | Kawasaki ZX 10R      | 22   | +1:21.276 | 24º     |       |

#### Ritirati
| Nº | Pilota            | Squadra              | Motocicletta    | Giri | Griglia |
| -- | ----------------- | -------------------- | --------------- | ---- | ------- |
| 67 | Shane Byrne       | Sterilgarda          | Ducati 1098R    | 11   | 15º     |
| 77 | Vittorio Iannuzzo | Squadra Corse Italia | Honda CBR1000RR | 7    | 27º     |

### Supersport

#### Arrivati al traguardo[3]
| Pos. | Nº  | Pilota            | Squadra                    | Motocicletta        | Giri | Tempo     | Griglia | Punti |
| ---- | --- | ----------------- | -------------------------- | ------------------- | ---- | --------- | ------- | ----- |
| 1º   | 54  | Kenan Sofuoğlu    | HANNspree Ten Kate Honda   | Honda CBR600RR      | 21   | 33:42.156 | 1º      | 25    |
| 2º   | 1   | Andrew Pitt       | HANNspree Ten Kate Honda   | Honda CBR600RR      | 21   | + 0.060   | 14º     | 20    |
| 3º   | 13  | Anthony West      | Stiggy Racing Honda        | Honda CBR600RR      | 21   | + 0.153   | 12º     | 16    |
| 4º   | 35  | Cal Crutchlow     | Yamaha World Supersport    | Yamaha YZF R6       | 21   | + 1.097   | 4º      | 13    |
| 5º   | 50  | Eugene Laverty    | Parkalgar Honda            | Honda CBR600RR      | 21   | + 1.098   | 5º      | 11    |
| 6º   | 8   | Mark Aitchison    | HANNspree Honda Althea     | Honda CBR600RR      | 21   | + 3.631   | 9º      | 10    |
| 7º   | 99  | Fabien Foret      | Yamaha World Supersport    | Yamaha YZF R6       | 21   | + 5.023   | 6º      | 9     |
| 8º   | 26  | Joan Lascorz      | Kawasaki Motocard.com      | Kawasaki ZX-6R      | 21   | + 9.540   | 2º      | 8     |
| 9º   | 55  | Massimo Roccoli   | Intermoto Czech            | Honda CBR600RR      | 21   | + 14.099  | 18º     | 7     |
| 10º  | 69  | Gianluca Nannelli | ParkinGO Triumph BE1       | Triumph Daytona 675 | 21   | + 14.202  | 13º     | 6     |
| 11º  | 14  | Matthieu Lagrive  | HANNspree Honda Althea     | Honda CBR600RR      | 21   | + 15.110  | 15º     | 5     |
| 12º  | 51  | Michele Pirro     | Yamaha Lorenzini by Leoni  | Yamaha YZF R6       | 21   | + 15.204  | 7º      | 4     |
| 13º  | 77  | Barry Veneman     | Hoegee Suzuki              | Suzuki GSX-R600     | 21   | + 15.263  | 10º     | 3     |
| 14º  | 24  | Garry McCoy       | ParkinGO Triumph BE1       | Triumph Daytona 675 | 21   | + 26.607  | 8º      | 2     |
| 15º  | 127 | Robbin Harms      | Veidec Racing RES Software | Honda CBR600RR      | 21   | + 29.707  | 11º     | 1     |
| 16º  | 96  | Matěj Smrž        | MS Factory Racing          | Triumph Daytona 675 | 21   | + 29.876  | 20º     |       |
| 17º  | 21  | Katsuaki Fujiwara | Kawasaki Motocard.com      | Kawasaki ZX-6R      | 21   | + 30.157  | 16º     |       |
| 18º  | 7   | Patrik Vostárek   | Intermoto Czech            | Honda CBR600RR      | 21   | + 36.918  | 23º     |       |
| 19º  | 83  | Russell Holland   | Echo CRS Grand Prix        | Honda CBR600RR      | 21   | + 42.324  | 21º     |       |
| 20º  | 30  | Jesco Günther     | RES Software Veidec Racing | Honda CBR600RR      | 21   | + 45.388  | 25º     |       |
| 21º  | 9   | Danilo Dell'Omo   | Kuja Racing                | Honda CBR600RR      | 21   | +1:01.742 | 24º     |       |
| 22º  | 28  | Arie Vos          | Veidec Racing RES Software | Honda CBR600RR      | 21   | +1:02.450 | 26º     |       |
| 23º  | 78  | Shaun Geronimi    | Hoegee Suzuki              | Suzuki GSX-R600     | 21   | +1:09.795 | 28º     |       |
| 24º  | 32  | Fabrizio Lai      | Echo CRS Grand Prix        | Honda CBR600RR      | 21   | +1:09.839 | 27º     |       |
| 25º  | 88  | Yannick Guerra    | Holiday Gym Racing         | Yamaha YZF R6       | 21   | +1:19.097 | 30º     |       |

#### Ritirati
| Nº  | Pilota             | Squadra             | Motocicletta        | Giri | Griglia |
| --- | ------------------ | ------------------- | ------------------- | ---- | ------- |
| 71  | José Morillas      | Holiday Gym Racing  | Yamaha YZF R6       | 15   | 29º     |
| 105 | Gianluca Vizziello | Stiggy Racing Honda | Honda CBR600RR      | 12   | 17º     |
| 117 | Miguel Praia       | Parkalgar Honda     | Honda CBR600RR      | 2    | 14º     |
| 5   | Doni Tata Pradita  | YZF Yamaha          | Yamaha YZF R6       | 2    | 19º     |
| 19  | Paweł Szkopek      | MS Factory Racing   | Triumph Daytona 675 | 0    | 22º     |